# A Mulher sem Pecado
A mulher sem pecado, de 1941, foi a primeira peça teatral escrita por Nelson Rodrigues.
A mulher sem pecado está inserida no ramo das peças psicológicas, acompanhada, por exemplo, de Vestido de noiva, uma das obras-primas do dramaturgo.

## Sinopse
A história gira em torno do excessivo ciúme que Olegário sente pela segunda esposa,  Lídia, e como isso atrapalha a vida do casal. A situação piora ainda mais quando Olegário fica paralítico, pois a todo instante ele atormenta a esposa, com acusações ofensivas.
Olegário então contrata pessoas para vigiar Lídia a todo instante, desde a ida à modista até à padaria perto de casa. A obsessão do marido é tanta que até o mendigo louco que mora nas ruas  é visto como um amante de Lídia.
Na casa ainda moram o chofer Umberto; a mãe de Dr. Olegário, D. Aninha, que é tida como insana mas, nenhum mal faz; Maurício, irmão de criação de Lídia; assim como a criada Inézia e a mãe de Lídia, Dona Márcia.
Todo o desenrolar da trama acontece em um único ambiente: a sala da casa de Olegário.

## Características relevantes
A tragédia A Mulher sem pecado é de fundo absolutamente psicológico: Olegário consegue poluir a cabeça da mulher com fantasias sexuais e luxúria, Lídia é acusada, pelos muitos que a vigiam, de ter sido namoradeira na época em que não era casada.
Ela é a segunda esposa de Olegário. A primeira esposa morreu em uma época que não se sabe exatamente quando foi. Olegário é um homem atormentado pelos seus sentimentos, ele acusa o destino de ter sido cruel com ele, e de ter "amaldiçoado" sua vida, pois os parentes de sua mulher o incomodam, em especial Maurício, irmão de criação de Lídia, o qual Olegário acusa ter um caso incestuoso com a mulher.
Caracteriza-se essa peça como tragédia, mas poderia ser inserida no ramo do tragicômico, que responde a quatro critérios:
1. As personagens pertencem às camadas populares, como Inézia e Umberto, que são exemplos dessa classe; e aristocráticas, pois embora, Olegário e Lídia não sejam membros da realeza ou extremamente ricos, Olegário goza de um certo prestígio social e vive em um padrão confortável de vida, típica da classe média.
2. A ação, séria e até mesmo dramática, não desemboca numa catástrofe e o herói não perece, pois Olegário não morre e Lídia também não perece.
3. O estilo conhece "altos e baixos": linguagem realçada e enfática da tragédia e níveis de linguagem cotidiana ou vulgar da comédia.
4. As peças trágicas são muito ambíguas, e há muitos exemplos nesta peça. Como os personagens pouco têm ação diante do destino, descobre-se no decorrer da peça que Lídia não era tão inocente assim, ou talvez fosse, se Olegário não plantasse nela a todo instante a semente da dúvida. Olegário a todo instante se rebaixa diante de Lídia, chamando a si próprio de inválido e alertando a mulher de que existem rapazes mais interessantes que ele.

## Unidade de ação
A unidade de ação da peça gira em torno do único núcleo mais importante da peça, a tensão das atitudes de Olegário em relação à Lígia. O fator surpresa chega ao ápice quando se descobre que Olegário tem fingido a paralisia durante sete meses.
O clímax da ação se manifesta ao descobrir-se o romance que existe entre Lídia e Umberto, que fogem no final, Lídia exausta com o casamento, e Umberto, talvez, apenas atrás de mais uma aventura. Esse final um tanto quanto inesperado é fruto do destino; no momento em que Olegário convence-se de uma vez por todas que sua mulher é fiel, ela foge com Umberto, depois de tanta luta pra provar a sua fidelidade, Lídia e todos, acabam sendo tragados pelo destino.
A unidade de lugar é a casa do casal principal, mais especificamente a sala.
A unidade de tempo nesta peça não é explícita, o que garante a universalidade do tema, que pode ser encenado em qualquer época e lugar.

## Conclusão
É importante salientar a questão: se Olegário não tivesse mentido sobre uma doença que nunca existiu, ele teria conseguido manter seu casamento com Lídia? Não há como saber, e o público só tem conhecimento que o casamento já foi estável algum dia  graças às lembranças de Lídia.
O destino foi o fator primordial desta tragédia: o final, além da punição de Olegário pelas mentiras e pelas desconfianças, há também a punição moral, pois se ele não tivesse implantado na cabeça da esposa tantos pensamentos pecaminosos, talvez ela jamais teria abandonado o conforto da casa do marido e fugido com o empregado (rebaixamento de classe), causando humilhação para Olegário.